# Euodynerus subannulatus
Euodynerus subannulatus är en stekelart som först beskrevs av Richard Mitchell Bohart 1948.  Euodynerus subannulatus ingår i släktet kamgetingar, och familjen Eumenidae. Inga underarter finns listade i Catalogue of Life.